# Conrad Grode
Johann Conrad Grode (* 19. Juni 1766 in Gabsheim; † 31. Oktober 1832 ebenda) war ein hessischer Gutsbesitzer und Politiker und Abgeordneter der 2. Kammer der Landstände des Großherzogtums Hessen.
Conrad Grode war der Sohn des Gutsbesitzers Johann Friedrich Grode und dessen Ehefrau Margaretha Elisabethe, geborene Becker. Grode, der katholischen Glaubens war, war Gutsbesitzer in Gabsheim und heiratete Maria Josepha geborene Karl. Die gemeinsamen Söhne Johann Grode und Johann Adolph Grode wurden ebenfalls Landtagsabgeordnete.
Von 1823 bis 1830 gehörte er der Zweiten Kammer der Landstände an. Er wurde für den Wahlbezirk Rheinhessen 4/Wörrstadt gewählt. Er war 1793 bis 1832 Bürgermeister von Gabsheim.